# Eva Schreiber
Eva Schreiber (Colônia, 12 de março de 1958 – julho de 2023) foi uma política alemã. Nasceu em Colônia, North Rhine-Westphalia, e representou a Esquerda. Eva Schreiber foi membro do Bundestag do estado da Baviera desde 2017.

## Vida
Eva Schreiber passou no exame Abitur em 1977 e estudou etnologia, comunicação intercultural e estudos religiosos, concluindo um mestrado. Além disso, ela é massagista treinada e médica salva-vidas. Ela trabalhou como conferencista freelance na área de educação de adultos e mora em Munique desde 1990. Ela tornou-se membro do Bundestag após as eleições federais alemãs de 2017. Ela é membro da Comissão do Meio Ambiente, Conservação da Natureza e Segurança Nuclear e da Comissão de Cooperação e Desenvolvimento Económico.

## Morte
Scherieber teve sua morte divulgada no dia 8 de julho de 2023.